# Lo Cañas
Lo Cañas es un barrio de La Florida, ubicado en la precordillera andina en Santiago, capital de Chile.

## Historia

### Inicios del barrio
Originalmente, Lo Cañas fue una hacienda de gran extensión de terreno de propiedad de don Juan Jufré y Montesa. Sus límites exactos eran: al oriente la cordillera de los Andes, al poniente el camino real del Puente Antiguo del Maipo (actual avenida Vicuña Mackenna), al sur la Hacienda del Chequén y al norte la hacienda de Macul. En las mensuras de Ginés de Lillo no se menciona pues se consideraba parte de las tierras de Macul.
Las tierras denominadas de Lo Cañas fueron adquiridas por don Juan Jufré y Montesa junto con las tierras adyacentes por el norte denominadas Macul y las tierras adyacentes por el sur denominadas del Arrayán o Hacienda del Chequén. Don Juan Jufré y Montesa unificó estas haciendas o chacras, siendo heredadas por su hijo don Luis Jufré de Loayza y Meneses de Aguirre. Don Diego de Jaraquemada y Solorzano adquirió estas tierras de los herederos de don Luis Jufré de Loayza en 1615. Luego doña Catalina Jaraquemada, hija de don Diego de Jaraquemada, enajenó estas tierras en 1732 al presbítero don Eusebio de Obregón quien las traspasó prontamente a don José López Lisperguer. Este último las vendió en 1739 a don Pedro José de Cañas Trujillo (oriundo El Puerto de Santa María (Cádiz - España); fundador de la familia Cañas en Chile). José Antonio Cañas del Portillo (casado con María Mercedes Aldunate Santa Cruz), hijo de don Pedro y de doña María Loreto del Portillo Olivera, heredó la hacienda que luego traspasó a su hijo José Antonio Cañas Aldunate (casado con María del Carmen Vicuña Larraín). Luego la sucesión Cañas-Vicuña subdividió estas tierras en cuatro hijuelas cerca de 1840 (Hijuela Sur de don José Luis Cañas Vicuña; Hijuela del Medio de don Fernando Máximo Cañas Vicuña; Hijuela Norte Alta de doña Carmen Cañas Vicuña e Hijuela Norte Baja de doña Teresa Cañas Vicuña). De la hijuela del medio correspondiente a la de don Fernando derivaron el fundo denominado Lo Cañas, el cual sería posteriormente adquirido por el diputado del Partido Conservador don Carlos Walker Martínez, quien era propietario de Las Mercedes, Santa Julia, Santa Amalia, Lo Marambio, La Florida, entre otros.
Así mismo, el barrio se compuso con dos avenidas principales que van de oriente a poniente; Avenida Lo Cañas y Avenida Central, y de cinco calles de orientación norte-sur; El Hualle, Las Araucarias, Las Nalcas, Las Chilcas y Bailahuén. Sin embargo, el territorio construido ha aumentado, abarcando mayor cantidad de calles y avenidas tales como Longitudinal Norte, Longitudinal Sur, Calle Uno, Calle Dos, Calle Tres, Calle Cuatro, Calle Cinco, Calle Seis, San Joaquín, Olga Salas y San Francisco.

### La masacre de Lo Cañas
Durante agosto de 1891, en el marco de la Guerra Civil de 1891, se esperaba el desembarco del "Ejército Constitucionalista" que era controlado por la Junta de Iquique. Para ellos, era sabido que en el ejército de José Manuel Balmaceda militaban cerca de treinta y cinco mil soldados; la Junta, con su reducido ejército de diez mil hombres, no podía, con probabilidades de éxito, emprender ataque contra tan numerosa fuerza. De acuerdo con el autodenominado Comité Revolucionario de Santiago, el que tenía por objetivo coordinar acciones contra el gobierno de Balmaceda desde la capital, la Junta de Iquique resolvió impedir la concentración del ejército presidencial (en rigor, Ejército de Chile), en Santiago, operación que se creyó muy fácil, bastando para ello cortar dos o tres puentes sobre ríos. Los primeros intentos fueron fallidos y, ante ello, Balmaceda ordenó custodiar permanentemente los puentes clave para el acceso a la capital, con la orden de "dar bala a todo aquel que se acercase al puente sin permiso".
El fracaso de estas empresas consternó a los revolucionarios, pues en la medida que el Ejército de Chile se pudiera concentrar con rapidez, el Ejército Constitucionalista del Congreso no sería un adversario capaz de derrotarlo en las provincias del Chile central. Por otra parte, la noticia de la próxima llegada de los cruceros Presidente Pinto y Presidente Errázuriz para integrar la Escuadra presidencial, quebraría la hasta entonces indiscutida supremacía naval del Congreso. En virtud de estas consideraciones, la Junta de Iquique resolvió atacar cuanto antes a las fuerzas presidenciales en el centro mismo de sus recursos; para lo que el Comité Revolucionario de Santiago, decidió organizar la destrucción de puentes y telégrafos, a fin de impedir la reunión y comunicaciones de los diferentes cuerpos del Ejército balmacedista, en ese momento diseminados en varias provincias.
El 16 de agosto, el Comité Revolucionario de Santiago convocó a algunos de sus miembros para dicha labor, poniéndose algunos jóvenes inmediatamente en acción. El plan consistía en cortar los puentes de Maipo y Angostura, con lo cual se impediría la reunión de las divisiones del Ejército de Santiago y de Valparaíso con la de Concepción, que en conjunto sumaban entre veintiséis mil a treinta mil hombres.
Con este fin, el 18 de agosto numerosos jóvenes y artesanos comenzaban a hacer sus preparativos para dirigirse al lugar llamado "Panul", cercano al fundo de Lo Cañas (ubicado en el sector precordillerano de la actual comuna de La Florida en Santiago), propiedad de Carlos Walker Martínez, uno de los miembros Comité Revolucionario (ver detalles del origen del fundo en Historia de la hacienda de lo Cañas). Debían ir en pequeñas partidas, por distintos senderos siendo sobre todo los caminos extraviados o poco frecuentados. Ochenta y cuatro fueron las personas que se reunieron en el sitio indicado, entre jóvenes y artesanos.
Los líderes del grupo informaron al administrador del fundo, Wenceslao Aránguiz, que habían señalado como punto de reunión una casita de Panul, y que esperaban que él, por su parte, no tendría en ello inconveniente. Aránguiz les dijo que no había tenido la menor noticia del proyecto ni había recibido aviso alguno de don Carlos y que no se atrevía a conceder una autorización que podía ocasionar perjuicios a los intereses que le estaban confiados. Agregó que ese fundo, por ser del señor Carlos Walker Martínez, debía estar sujeto a especial espionaje y seguramente no era lugar más adecuado para reuniones ocultas y de tanta gente. Mostrándole entonces cartas de la Junta dirigidas a los opositores que poseían fundos cercanos a Paine para que proporcionasen a la partida auxilio y recursos de todo género. En vista de tales documentos, el señor Aránguiz al punto accedió gustoso a cuanto se le pedía, recomendando prudencia y vigilancia.

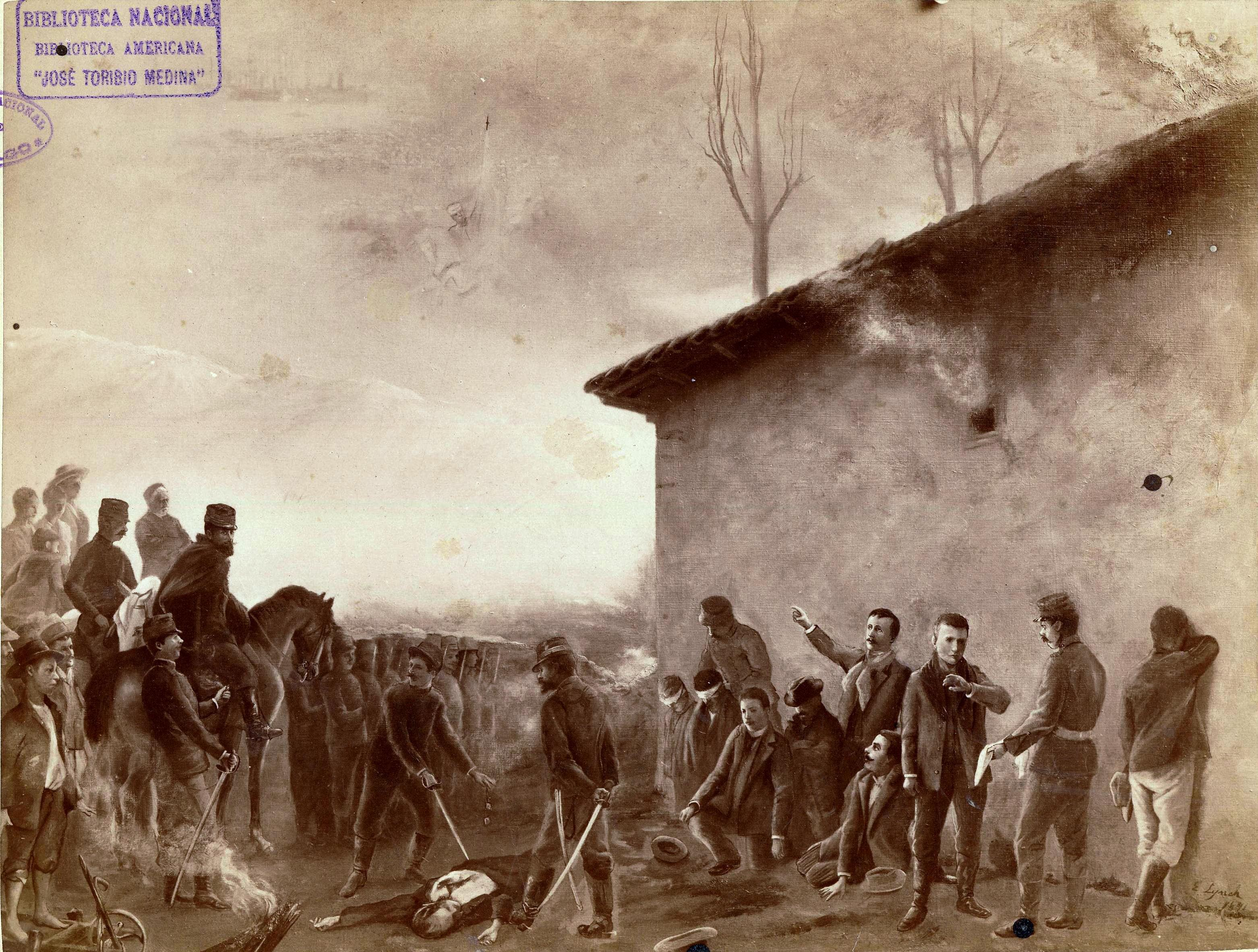
Grabado de la «Masacre de Lo Cañas»

Se encontraban reunidos sesenta jóvenes y veinte artesanos. Las armas eran muy escasas: veinticinco entre fusiles y carabinas con municiones y dinamita, se habían podido trasportar ese día, debiendo llegar con las últimas partidas de jóvenes el resto del armamento
Entretanto, con la ayuda de algunos oficiales, comenzaron a organizarse militarmente, reconociendo como jefe a Arturo Undurraga, y dividiéndose la fuerza en cuatro compañías, cada una respectivamente al mando de los señores Rodrigo Donoso, Eduardo Silva, Ernesto Bianchi y Antonio Poupin Negrete. La guardia debía turnarse cada dos horas, tocando hacerla en ese tiempo a una compañía entera. Se enviaron avanzadas a algunos puntos y pusieron centinelas fijos en otros. Los demás jóvenes se ocupaban en repartir las armas; preparar la dinamita, etc.. Así se encontraban hasta las 11 de la noche, cuando poco después, la alarma, dada por un toque de corneta, puso a prueba el sistema de vigilancia que habían establecido, como asimismo la sangre fría de cada cual. Inmediatamente, con orden y con calma, salieron todos a caballo y se retiraron un poco más arriba de la cordillera, en un lugar donde podían sin cuidado observar a las fuerzas enemigas. Las avanzadas dieron luego la voz de que era gente amiga, y volvieron todos al campamento, donde investigaron del corneta la causa de haber producido la alarma anterior. El corneta pareció ser inocente y que solo había obrado impulsado por su mal criterio. Con esto la calma volvió pronto al campamento, donde redoblaron la vigilancia y prepararon diversas comisiones para haciendas vecinas. Varios jóvenes se dirigieron a las casas del fundo con el objeto de esperar las últimas partidas de hombres y las armas, y también para hacer los preparativos de una próxima marcha. Entre ellos se encontraban el comandante, el capitán Bianchi y otros. A las dos de la mañana llegaron varios artesanos al mando de Santiago Bobadilla.
Habiendo tomado conocimiento la autoridad de los planes opositores, el general Orozimbo Barbosa, Comandante General de Armas, despachó, un destacamento de noventa soldados de caballería y cuarenta de infantería al mando del teniente coronel Alejo San Martín para impedir el atentado.
Las primeras avanzadas de la expedición revolucionaria estaban listas y debían ponerse en marcha a las cuatro de la mañana, dirigiéndose a haciendas vecinas al puente del Río Maipo. En preparativos transcurridos hasta las 3:30 de la madrugada. En ese momento, una avanzada vino a avisar a los jóvenes que se encontraban en las casas de la hacienda, que fuerza enemiga se acercaba. Casi junto con el aviso apareció a poca distancia de las casas fuerza de infantería desplegada en guerrilla. Ignacio Fuenzalida alcanzó, sin embargo, a escapar de esta sorpresa, y a todo galope se dirigió a avisar sus compañeros. Otros jóvenes quisieron huir también hacia "Panul" pero los enemigos ya habían ocupado los caminos y los obligaron con varias descargas a volverse a las mismas casas, donde hicieron una débil resistencia. En este pequeño tiroteo resultaron heridos algunos jóvenes, huyendo los demás hacia el huerto, donde, al saltar una muralla, cayeron todos presos. Poco después Undurraga, Bianchi y otros compraban a los soldados por dinero la libertad, y huían en dirección de la cordillera y juntarse con los demás compañeros. Entretanto que esto sucedía en las casas del fundo, Fuenzalida avisaba en "Panul", y los jóvenes montaban a caballo y se dirigían a los caminos poco conocidos de la cordillera.
Los jóvenes solo habían tenido aviso de que subían fuerzas a atacarlos. Pero se habían facilitado baqueanos a los militares balmacedistas, y todos los caminos poco conocidos y arrancados estaban ocupados por fuerzas enemigas. Los Cazadores, Húsares de Colchagua, 8º de línea, artillería, policía rural y secreta, formaban una especie de círculo para cortar toda retirada. Los jóvenes se vieron obligados a hacer una débil resistencia en grupos separados, y trataron de salir del círculo de fuerzas enemigas que los envolvía. Algunos cayeron muertos o heridos; otros, prisioneros; otros lograron salir; otros se escondieron en los matorrales.
Después de esto, que sucedía entre 4 y 6 de la mañana del día 19 de agosto, comenzaron los asesinatos más horribles. Si se divisaba un joven que huía, se ordenaba a los soldados darle una carga de caballería y hacerle descargas cerradas hasta que caía hecho pedazos a sablazos y acribillado de balas. Los oficiales y soldados recorrían los cerros; buscaban en los matorrales, donde hacían descargas por si acaso había alguien escondido. A las 10 de la mañana, cesaban las continuas descargas y comenzaban a recoger los heridos para transportarlos a la casa de Lo Cañas. A estos les iba a levantar un proceso.
La tropa de caballería e infantería que asaltó la casa de Lo Cañas no encontró en ella sino al señor Aránguiz que se había acostado temprano por encontrarse indispuesto y que no quiso huir, cuando tuvo aviso del asalto, porque juzgó que ninguna culpa tenía: no había hecho sino consentir que en el fundo se reuniese gente a quien en ningún caso habría negado asilo el propietario.
Aquí se juntaron los heridos con algunos jóvenes y artesanos que habían caído prisioneros. Inmediatamente, San Martín y otros oficiales hicieron listas de los prisioneros, separando a los jóvenes de los artesanos. Sin distinguir a los que estaban heridos, dio orden llevarlos junto a unos álamos, donde fueron cruelmente maltratados y asesinados. Los oficiales, se dejaron caer sobre los cadáveres y los despojaron de todo lo que llevaban, hasta dejarlos desnudos. Con algunos heridos que encontraron en los matorrales, cometieron toda clase de crueldades hasta matarlos. En seguida principiaron su obra de destrucción, quemando todas las casas del fundo, sacando antes lo que podía serles útil. A las 3:00 de la tarde aprovecharon las inmensas hogueras de los edificios incendiados para quemar unos cuantos cadáveres.
A los demás prisioneros los iban a traer a Santiago. Como en la mitad del camino recibieron los jefes que conducían a los prisioneros, orden de volverlos al fundo de Walker Martinez, donde se reunieron unos cuantos oficiales y los condenaron a muerte. Entretanto, Vidaurre, San Martín, etc., no quisieron que quedaran en paz los jóvenes que al día siguiente debían ser asesinados. Principiaron por llamarlos uno por uno y maltrataros para que dijesen dónde se encontraba el Walker Martinez y confesasen quienes eran los jefes que tenían. Con el que más se encarnizaron fue con el señor Wenceslao Aranguiz, a quien dieron doscientos azotes.
A Aranguiz y Arturo Vial, el teniente coronel San Martín les había prometido que les libraría de la pena de muerte con tal que le pagaran. Se reunió aproximadamente 5000 pesos, fuera de las alhajas.
Un campo iluminado por grandes incendios; 10 jóvenes heridos y maltratados que con resignación esperaban ser asesinados; otros jóvenes ocultos en los matorrales, algunos a 30 metros de sus compañeros prisioneros; un cuarto lleno de mujeres que Vidaurre, San Martín y otros habían mandado buscar; grupos de soldados que bebían aguardiente sacado de las bodegas de Lo Cañas. El chisporroteo del fuego se mezclaba con el grito de las mujeres y con los ayes de dolor de los prisioneros maltratados, y de vez en cuando se oían chascarros y risas de los oficiales y soldados borrachos.
A las 7:30 de la mañana fueron alineados delante de una pared de la bodega. El señor Aránguiz llegó hasta allí casi arrastrándose, llevado entre dos soldados: el día anterior lo hablan torturado para arrancarle declaraciones acerca de noticias y planes que ignoraba por completo. Todos murieron con resignación y entereza. Soldados ebrios rociaron algunos cadáveres con parafina, los revolvieron con tablas y les prendieron fuego.
Poco más tarde regresó la tropa a Santiago. Finalmente Barbosa, ordenó que los muertos fuesen transportados inmediatamente a Santiago, y expuestos en la morgue para que fueran reconocidos por sus deudos o parientes, medida que se hizo innecesaria, pues que la mayor parte de los cadáveres se encontraban carbonizados.
Esa misma mañana desembarcaba en Quintero el ejército constitucional.
La masacre es muy poco recordada en la historia y solo se menciona en obras que tratan profundamente la situación de la guerra civil de 1891.

### Formación del barrio
Los primeros asentamientos semirrurales de Lo Cañas y Santa Sofía de Lo Cañas se establecieron en 1940.

## Lo Cañas en la actualidad

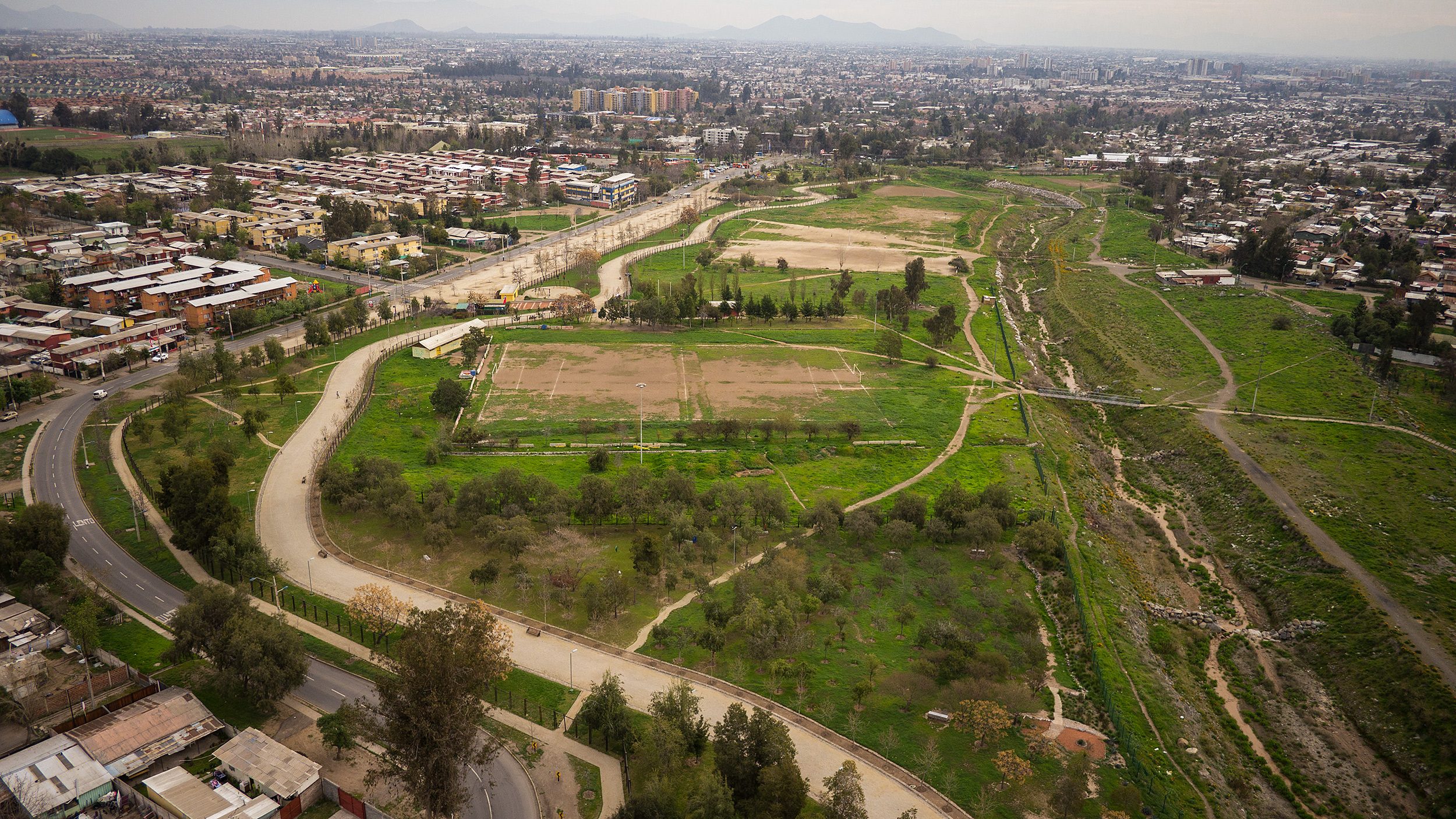
Parque Quebrada de Macul en 2014

Actualmente Lo Cañas es reconocido como uno de los barrios donde se asienta la clase media-alta de La Florida en este sector predominan amplias áreas verdes debido a que está compuesta por parcelas y sitios. 
Lo Cañas presenta un desarrollo hoy en día bastante grande, ya que tiene colegios, supermercados ,veterinarias, templos, monasterios, restaurantes, country club, hoteles, centros de entretenimiento de paintball y además de un kids club.
Constituye en la actualidad uno de los grandes pulmones verdes de la Comuna de La Florida.
Sus límites al norte es Avenida Lo Cañas, al poniente con el canal San Carlos, al oriente se emplaza hacia la Cordillera de los Andes y al sur, la Avenida Rojas Magallanes. 
La Cruz que fue erigida para recordar la Matanza de Lo Cañas durante la Guerra Civil de 1891, se derrumbó como consecuencia del terremoto del 27 de febrero de 2010. En el mes de agosto del 2010, comenzó la reconstrucción de una nueva cruz, la cual fue reinaugurada el 4 de septiembre de 2010.

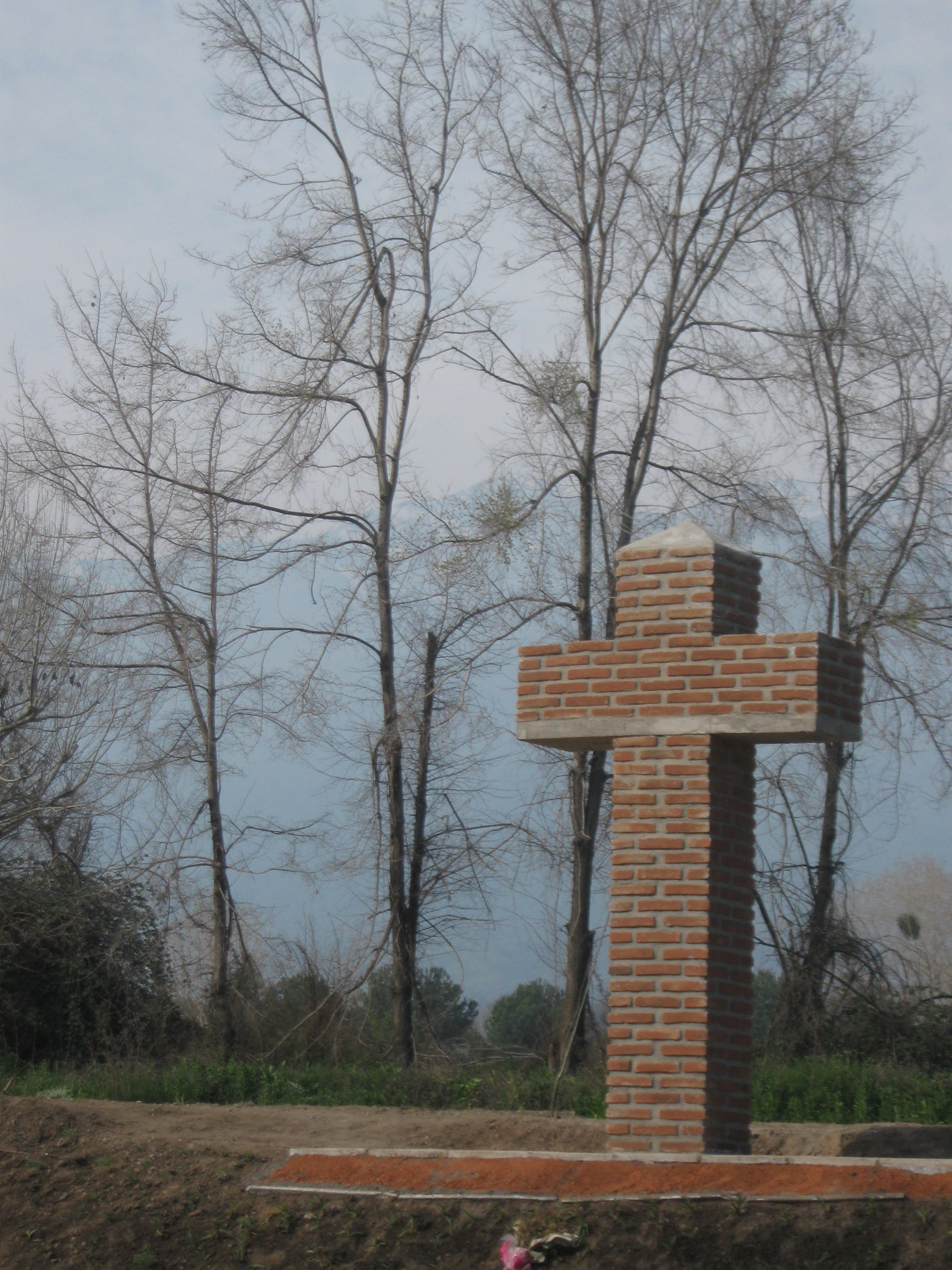
Cruz de Lo Cañas, en memoria de la Masacre de Lo Cañas.

Si bien, tradicionalmente, este sector era una zona rural de campesinos y medieros que se habían dedicado a cultivar y cosechar la tierra, a lo largo del tiempo este carácter ha cambiado en las últimas dos décadas, convirtiéndose en una zona urbana residencial semi-rural.
En términos administrativos, el barrio de Lo Cañas se organiza en torno a la Junta de Vecinos N.º 1-A " Lo Cañas" con sede en Las Chilcas Sur 8533 (parcela 113).